# Zuckerhütchen
Zuckerhütchen ist ein Ortsteil im Stadtteil Bensberg von Bergisch Gladbach.

## Geschichte
Die Einzelsiedlung mit der alten Gewannenbezeichnung Zuckerhütchen wurde im Urkataster  nördlich des „Wegs von Bensberg nach Moitzfeld und Immekeppel“ (das ist die heutige Wipperfürther Straße) geführt. Die schmale Zufahrt hatte dort die Bezeichnung Weg nach Zuckerhütchen. Die Bezeichnung Zuckerhut erscheint in Flurnamen häufig als Formbezeichnung für ein keilförmiges Flurstück oder eine kegelförmige Bodenerhebung.
Der Ort ist ab der Preußischen Neuaufnahme von 1892 auf Messtischblättern regelmäßig als Zuckerhütchen oder ohne Namen verzeichnet.
Aufgrund des Köln-Gesetzes wurde die Stadt Bensberg mit Wirkung zum 1. Januar 1975 mit Bergisch Gladbach zur Stadt Bergisch Gladbach zusammengeschlossen. Dabei wurde auch Zuckerhütchen Teil von Bergisch Gladbach.
| Jahr | Einwohner | Wohn- gebäude | Kategorie    | Politische / kirchliche Zugehörigkeit                           |
| ---- | --------- | ------------- | ------------ | --------------------------------------------------------------- |
| 1845 | 3         | 1             | Bauergütchen | Bürgermeisterei Bensberg, Pfarre Bensberg, Zuckerhütgen genannt |
| 1871 | 8         | 1             | Einzelhaus   | Bürgermeisterei Bensberg                                        |
| 1885 | 9         | 2             | Ortschaft    | Bürgermeisterei Bensberg                                        |
| 1895 | 12        | 2             | Ortschaft    | Bürgermeisterei Bensberg                                        |
| 1905 | 15        | 2             | Ortschaft    | Bürgermeisterei Bensberg                                        |